# Schibsted Media
Schibsted Media ASA, är ett norskt medieföretag. Företaget äger flera tidningar såsom Aftonbladet, Svenska Dagbladet, Verdens Gang, Aftenposten, Bergens Tidende, Stavanger Aftenblad, samt podcastplattformen Podme och nyhetstjänsten Omni. Företaget har också ägarandelar i NTB, TT Nyhetsbyrån, A/S Lokalavisene och Polaris. Företaget ägs av Stiftelsen Tinius. Siv Juvik Tveitnes är koncernchef för Schibsted Media.

## Historia
2024 sålde Schibsted sina nyhetsverksamheter till Stiftelsen Tinius, och skapade därmed två distinkta företag: Schibsted Media och Schibsted Marketplaces (Schibsted ASA).
Schibsted Media meddelade i februari 2025 att de skulle förvärva TV4 Media från Telia. Transaktionen slutfördes den 1 juli, de är nu officiellt en del av Schibsted.